# Lage Wernstedt

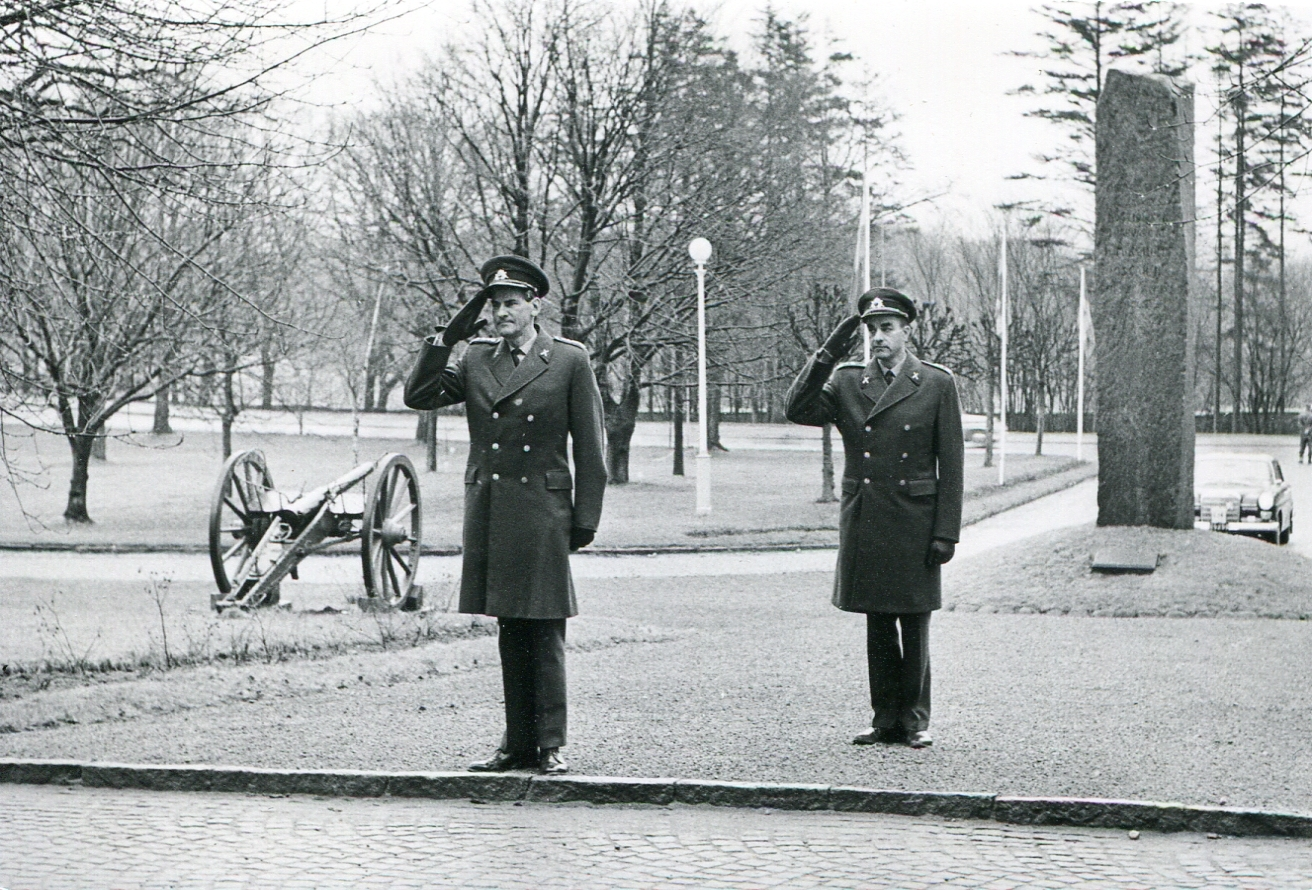
Lage Wernstedt (till vänster) som nytillträdd regementschef 1968.

Lage Wernstedt, född den 2 december 1916 i Stockholm, död den 24 december 2005, var en svensk militär (överste av första graden).

## Biografi
Wernstedt tillhörde 1939 års officerskurs och utnämndes samma år till fänrik vid Svea livgarde (I 1). Under vinterhalvåret 1941–1942 deltog Wernstedt i de finsk-ryska striderna på de klassiska slagfälten på Karelska näset och Aunusnäset.
Efter att ha genomgått de militära skolorna och sedan utnämnts till kapten vid generalstabskåren placerades han vid Centrala värnpliktsbyrån. Han ägnade sig sedan åt frågor rörande värnplikt och militärpsykologi i utredningar och på olika nivåer och befattningar fram till översteutnämningen, med undantag för de tillfällen då erforderlig trupptjänstgöring genomfördes.
Han var under sin karriär chef för FN-bataljonen i Gaza 1965, Arméns underofficerskola, befälhavare för Hallands försvarsområde och chef för Hallands regemente samt svenska delegationen vid Neutrala nationernas övervakningskommission i Korea. Han var överadjutant hos kung Gustaf VI Adolf. 
Lage Wernstedt var son till överste Ludvig Wernstedt. Han var i sitt första äktenskap gift med Charlotte Wernstedt (född Ramel) och hade fyra barn, Lago Wernstedt, Magnus Wernstedt, Hans Wernstedt och Py Wernstedt. I sitt andra äktenskap var han gift med Greta Beskow-Wernstedt, änka efter Bo Beskow. År 1968 övertog Wernstedt släktgården Näs säteri där han bodde fram till sin död.

## Utmärkelser
- Kommendör av första klass av Svärdsorden, 6 juni 1973.[1]